# Žlne
Žlne (cyr. Жлне) – wieś w Serbii, w okręgu zajeczarskim, w gminie Knjaževac. W 2011 roku liczyła 98 mieszkańców.